# Матильда Кароліна Баварська
Матильда Кароліна Баварська нім. Mathilde Karoline von Bayern), повне ім'я Матильда Кароліна Фредеріка Вільгельміна Шарлотта Баварська (нім. Mathilde Karoline Friederike Wilhelmine Charlotte von Bayern), 30 серпня 1813 — 25 травня 1862) — баварська принцеса з династії Віттельсбахів,  донька короля Баварії Людвіга I та принцеси Саксен-Гільдбурггаузенської Терези, дружина великого герцога Гессенського та Прирейнського Людвіга III.

## Біографія
Матильда Кароліна народилась 30 серпня 1813 року в Аугсбурзі. Вона була другою дитиною і першою донькою в родині баварського кронпринца Людвіга та його дружини Терези Саксен-Гільдбурггаузенської. В сім'ї вже ріс син Максиміліан Йозеф. Країною правив їхній дід Максиміліан I.
Невдовзі після народження дівчинки, Баварія уклала з Австрією Рідську угоду та вийшла із Рейнського союзу, перебуваючого під протекторатом Наполеона. 14 жовтня 1813 року Баварське королівство офіційно оголосило війну наполеонівській Франції, приєднавшись до шостої коаліції. Кронпринц Людвиг всіляко підтримував такий розвиток подій.
Від 1816 року резиденція родини знаходилась у Вюрцбургу. Періодично вони жили у замку Йоганнісбург в Ашаффенбурзі.
До 1829 року в Матильди з'явилося семеро братів та сестер.

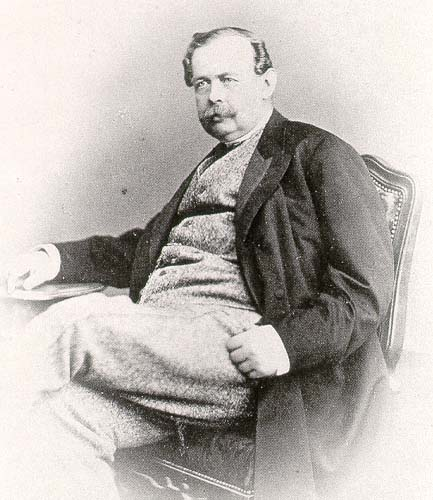
Людвіг Гессенський

1825 року помер дід, і королем Баварії став її батько Людвіг. 1832 року — молодшого брата, Отто, було обрано королем Греції. У грудні він вирушив до своїх нових володінь.
У 20 років Матильда Кароліна пошлюбилася зі своїм родичем, 27-річним кронпринцем Людвігом Гессенським. Весілля відбулося 26 грудня 1833 року в Мюнхені. Дітей у подружжя не було.
У березні 1848 року в Баварії королем став її брат Максиміліан, оскільки, батько був змушений зректися престолу через революційні події. У червні 1848 — помер її свекор. Людвіг став новим великим герцогом Гессенським та Прирейнським, а Матильда —великою герцогинею.
1862 року Матильда Кароліна померла у Дармштадті у віці 48 років. Похована у місцевій церкві святого Людвига. 
Шість років потому її чоловік узяв морганатичний шлюб із 22-річною актрисою та балериною Анною Магдаленою Аппель. Дітей у них також не було. Після смерті Людвіга III, велике герцогство успадкував його небіж, що прийняв ім'я Людвіга IV.

## Нагороди
- Орден Королеви Марії Луїзи (№567) (Іспанія);
- Великий хрест ордену Святої Катерини (Російська імперія) (26 липня 1840).

## Вшанування пам'яті
На честь Матильди Кароліни названи пагорб у Дармштадті (Mathildenhöhe) та Mathildenterrasse у Майнці.